# PUREX法
PUREX法（ピューレックスほう）は核燃料または核兵器を生産する際に用いられるプルトニウムおよびウランの化学的分離・精製手法であり、プルトニウム-ウラン溶媒抽出（Plutonium Uranium Redox EXtraction）のアクロニムになっている。PUREX法はイオン交換を用いた液液抽出法に基づいており、核燃料再処理において使用済み核燃料からプルトニウムとウランを抽出する手法としてデファクトスタンダードとなっている。
PUREX法はマンハッタン計画においてグレン・シーボーグの指揮の下、シカゴ大学冶金研究所のハーバート・H・アンダーソンとラーンド・B・アスプレイにより開発された。1947年に出願された特許「プルトニウムの溶媒抽出法」では、化学的な抽出工程の大部分を実現する主要な反応剤としてリン酸トリブチルに言及している。

## 概要
PUREX法で処理される使用済み核燃料には非常に重い元素（ウランを含むアクチノイド）と、核分裂反応で生成された軽い元素（核分裂生成物。fission product、FPと略される）が含まれている。
アクチノイドの大半は未反応の燃料（ウラン238またはそれ以外のウランの同位体）であるが、中性子捕獲による核種変換によって生じたさまざまなアクチノイド同位体もいくらか含まれている。プルトニウム239はその代表である。さらに二次的な生成物である放射化生成物（activation products, AP）が含まれることもある。
PUREX法により使用済み核燃料から核兵器原料を抽出できることから、関連する化学物質は監視の対象となっている。
簡単に言うと、PUREX法は使用済み核燃料の再処理に使われるイオン交換に基づく液液抽出法で、ウランとプルトニウムを他の成分と分離して、しかもそれぞれを別々に抽出することができる手法である。

## 化学処理
最初に、使用済み核燃料を濃度7 mol dm−3の硝酸に溶解させる。微細な未溶解物はエマルション化の原因となり溶媒抽出操作を妨げるため取り除く。
炭化水素系溶媒（一般にはドデカンが使われる）に30%のリン酸トリブチル（TBP）を溶かしたものを溶解液に加えると、ウランおよびプルトニウムはTBPとの間で錯体を形成して有機相に抽出される。一方、核分裂生成物や超ウラン元素のうちアメリシウムとキュリウムは水相に残るため、有機相のみを取り出せばウランとプルトニウムが分離できる。可溶性の有機ウラン錯体の性質はさまざまな研究の対象となってきたことから、硝酸ウラニルとリン酸トリアルキルおよびホスフィンオキシドから生じる錯体群の特性はよく知られたところとなっている。
さらに、前述の操作で分離した有機相に硝酸ヒドロキシルアンモニウムなどの還元剤の水溶液を接触させると、プルトニウムが選択的に有機溶媒に不溶な+3価に還元されて水相に逆抽出できる。一方、ウランはプルトニウムを抽出した後の有機相に水または希硝酸（0.2 mol dm−3程度）を加えて逆抽出することで分離する。
ウランとプルトニウムの分配法としては以下のものが開発されている。
- スルファミン酸第一鉄 Fe(SO3NH2)2 :イギリス
- 硝酸ウラナス－硝酸ヒドラジン混合液 U(NO3)4 - N2H5NO3 : 日本、フランス
- 硝酸ヒドロキシルアンモニウム（HAN）－ 硝酸ヒドラジン混合液 NH3OHNO3 –N2H5NO3 : 日本、フランス
- in situ 電解還元法 : ドイツ、日本
- 酸分配法 : アメリカ、イギリス、日本

### TBPの分解生成物
一回の分離操作でウランやプルトニウムの核分裂生成物の大部分を除去できるが、他のアクチノイドの核分裂生成物は十分に分離できない。これは、分離操作中に溶質から照射される放射線により、リン酸トリブチルの一部がリン酸ジブチルに分解してしまうためである。リン酸ジブチルは多くの金属と錯体を形成するため、有機溶媒相に核分裂生成物が紛れ込んでしまう。このため、分離操作を何度か行うのが普通である。最初の操作で放射性物質の大半が除去できるので、以降の操作では放射線によるリン酸トリブチルの分解が抑えられ、分離をうまく進めることが出来る。
リン酸ジアルキルはさまざまな金属と錯体を形成し、時には金属錯体重合体をも形成する。 これらの配位高分子は、工程内で固体微粒子が発生する原因となる。下図左はカドミウムのリン酸ジエチル錯体重合体である。燃料棒の溶解液や溶解残渣（PUREXラフィネートとも呼ばれる）に含まれるカドミウム濃度は非常に低い。右はランタノイド（ネオジム）のリン酸ジエチル錯体重合体であり、溶解液に含まれるネオジムの濃度はカドミウムと異なり非常に高い。

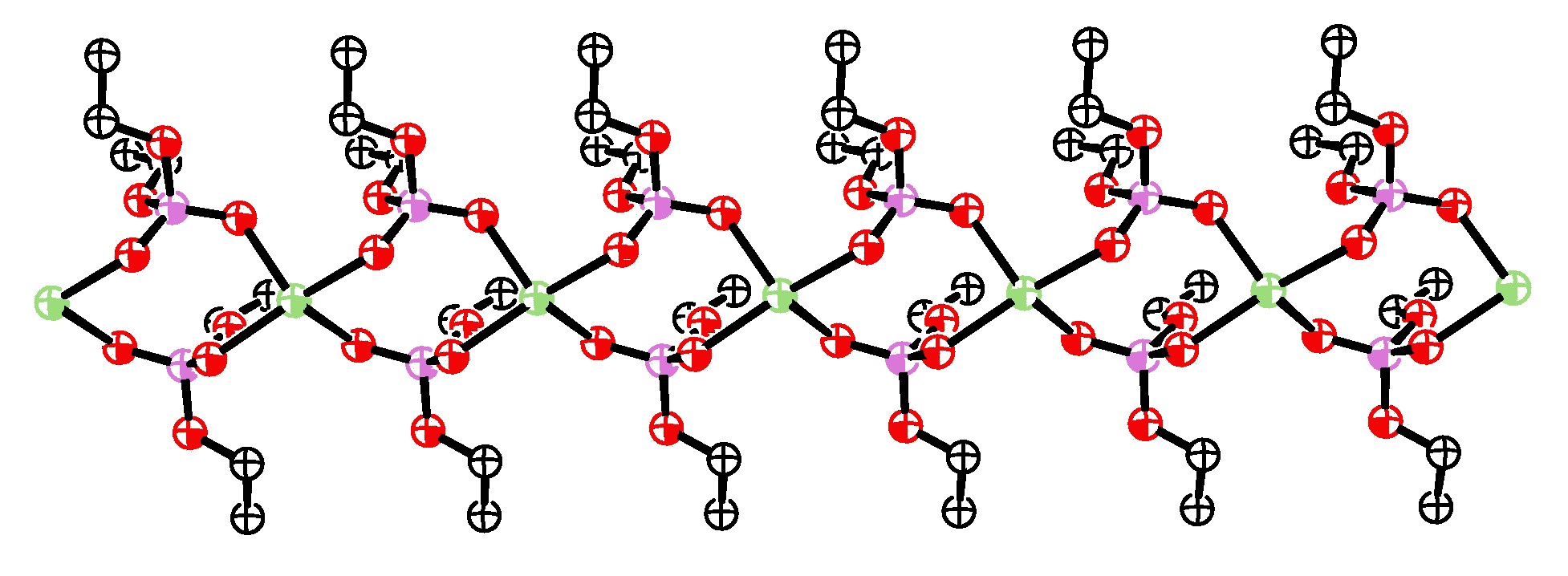
カドミウムのリン酸ジエチル錯体重合体
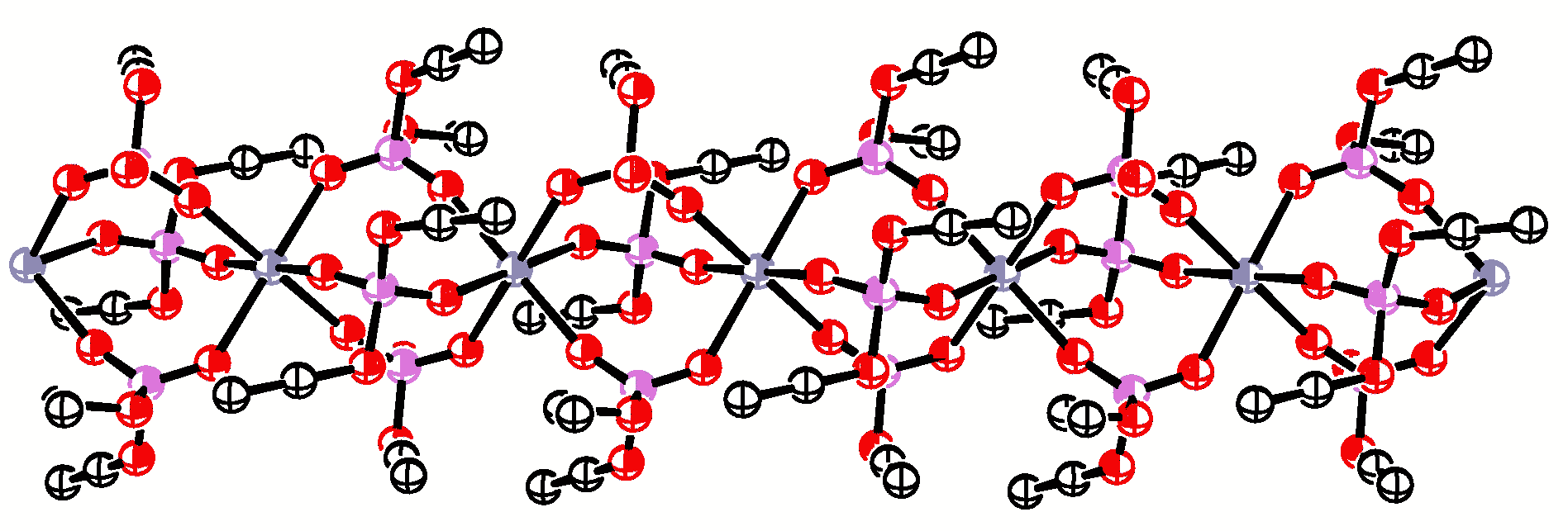
ネオジムのリン酸ジエチル錯体重合体

下図はウランとリン酸トリブチルおよびリン酸ジブチルの錯体重合体である。リン酸ジブチル配位子が酸性であるため、溶媒抽出法よりもイオン交換による液液抽出法が有利となる。これは酸性の液中では希硝酸による抽出がうまくいかないためである。

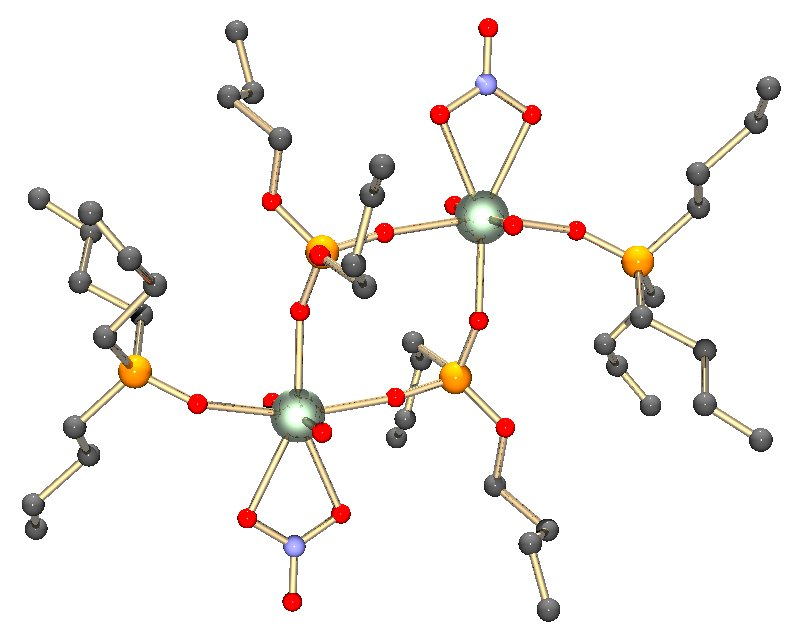
ウラニルイオンと2つの硝酸イオン、2つのリン酸ジブチルと2つのリン酸トリブチルからなる錯体重合体

### テクネチウムの抽出
リン酸トリブチルを用いて4価のウランを抽出する処理系では、イオン対抽出法を用いてテクネチウムを過テクネチウム酸塩として抽出することもできる。レニウムを用いてウラン錯体とテクネチウム錯体の混合物からテクネチウム錯体のみを有機相に分離することができる。下図は過レニウム酸で結晶化させた2種類のトリフェニルホスフィンオキシドのアクチニル錯体を示す。電荷がやや大きいネプツニルイオンでも錯体を形成することができる。

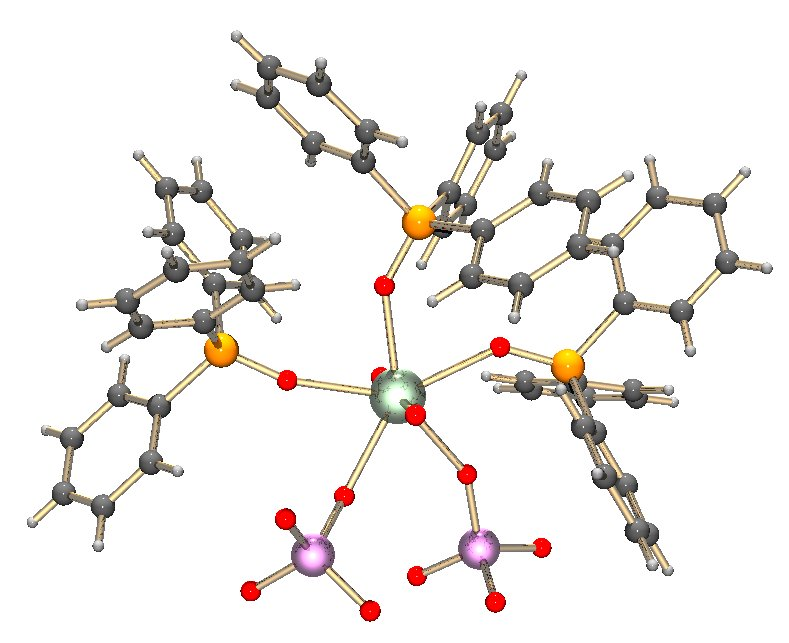
ウラニルイオンと3分子のトリフェニルホスフィンオキシドからなる錯体。陰イオンはすべてウランに直接配位している。
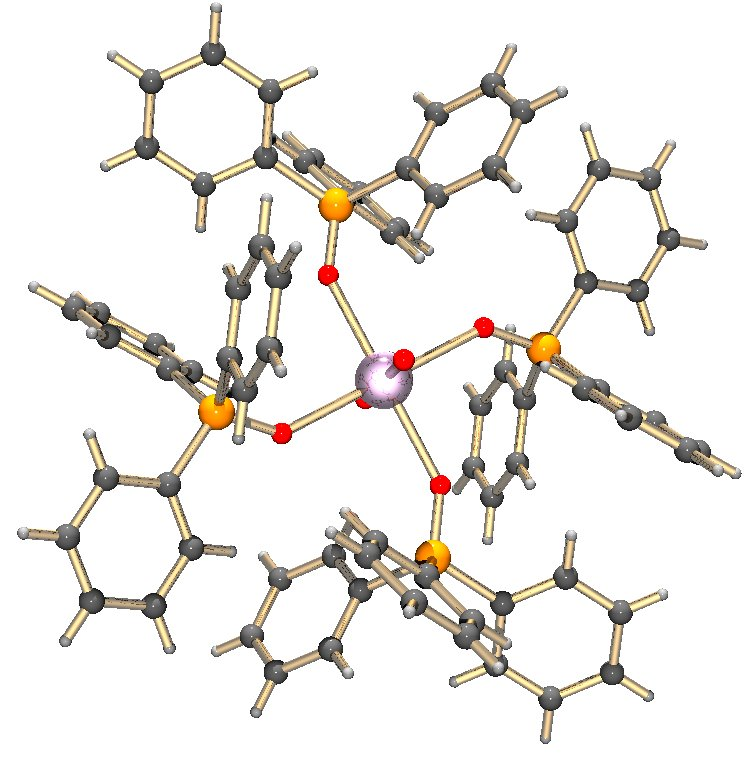
ネプツニルイオンと4分子のトリフェニルホスフィンオキシドからなる錯体。陰イオンは中心のネプツニウム原子から離れている。

### PUREXラフィネ―トの組成
核燃料の硝酸溶解液からウランとプルトニウムを除いた後に残る金属混合物をPUREXラフィネ―トという。PUREXラフィネ―トは高レベル放射性廃棄物となることが多い。
狭義には初回の溶媒抽出で生じた放射性の強いものを指すのが一般的で、広義には2回目以降に生じる放射性が弱まったものも含む。
濃い青は硝酸に由来する硝酸イオンと水素イオンである。薄い青は核分裂生成物を示し、Group I はルビジウムおよびセシウム、Group II はストロンチウムおよびバリウム、Group III はイットリウムとランタノイドである。オレンジは配管のステンレスに由来する腐食成分であり、緑はメジャーアクチノイド、紫はマイナーアクチノイド、赤紫は中性子毒である。
PUREXラフィネートはステンレス鋼製のタンクに貯められた後、ガラス固化体として処分される。初回抽出で発生するPUREXラフィネートは極めて放射性が強い。その成分はほぼすべての核分裂生成物と鉄やニッケルなどの配管腐食物、微量のウラン、プルトニウムおよびマイナーアクチノイドである。

## 汚染
ハンフォード・サイトのPUREX工場は稼働中に発生した大量の液体放射性廃棄物により地下水の放射能汚染を引き起こした。1992年に公表されたアメリカ政府の報告書では、ハンフォード・サイトから河川や大気に放出されたヨウ素131の量は1944年から1947年までの間に685,000キュリー（25.3 PBq）に上るとしている。

## 核再処理施設
- ラ・アーグ再処理工場
- マヤーク核技術施設
- ソープ再処理工場およびセラフィールド B205
- 東海再処理施設
- ハンフォード・サイト
- ウェスト・バレー再処理工場
- サバンナ・リバー・サイト
- アイダホ国立研究所 アイダホ化学処理工場
- オークリッジ国立研究所 放射化学工学開発センター
- 酒泉四〇四工場 (中国 甘粛省)[10]